# Eastbourne
Eastbourne je přímořské město a letovisko v jižní Anglii. Leží v hrabství Východní Sussex v regionu Jihovýchodní Anglie, asi 31 km východně od Brightonu a 87 km jižně od Londýna. V roce 2011 zde žilo 99 412 obyvatel, při sčítání v roce 2021 to bylo 101 689 obyvatel.
Město vyrostlo jako módní turistické letovisko především díky prominentnímu majiteli půdy Williamu Cavendishovi, který se později stal 7. vévodou z Devonshire. Cavendish pověřil architekta Henryho Curreyho, aby navrhl plán města; výsledný mix architektury je typicky viktoriánský a zůstává klíčovým rysem Eastbourne. Nábřeží tvoří převážně viktoriánské hotely, molo, divadlo, galerie současného umění a také pevnost z napoleonské éry s vojenským muzeem.
Jako přímořské letovisko má Eastbourne příjmy z cestovního ruchu; kromě obvyklých přímořských atrakcí jsou tu pořádány i konference a kulturní akce. Město přitahuje i studentya rodiny těch, kteří dojíždějí do Londýna a Brightonu.
Nedaleko Eastbourne je Beachy Head, nejvyšší křídový mořský útes ve Velké Británii.
Každoročně v červnu se ve městě koná tenisový turnaj na travnatých dvorcích Eastbourne International.

## Osobnosti města
- Thomas Henry Huxley (1825–1895), lékař a biolog
- Charles Scott Sherrington (1857–1952), lékař, neurofyziolog, nositel Nobelovy ceny
- Frederick Gowland Hopkins (1861–1947), biochemik, nositel Nobelovy ceny
- Aleister Crowley (1875–1947), okultista, spisovatel, horolezec, básník a jogín
- Frederick Soddy (1877–1956), chemik, nositel Nobelovy ceny
- Theresa Mayová (* 1956), politička a premiérka

## Galerie

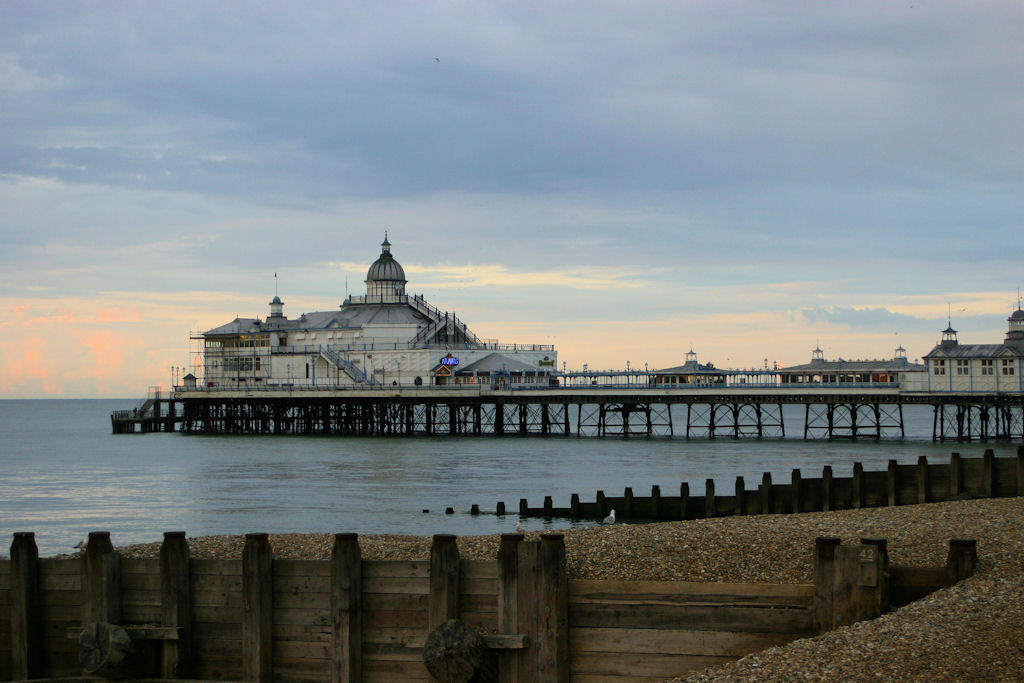
Molo v Eastbourne
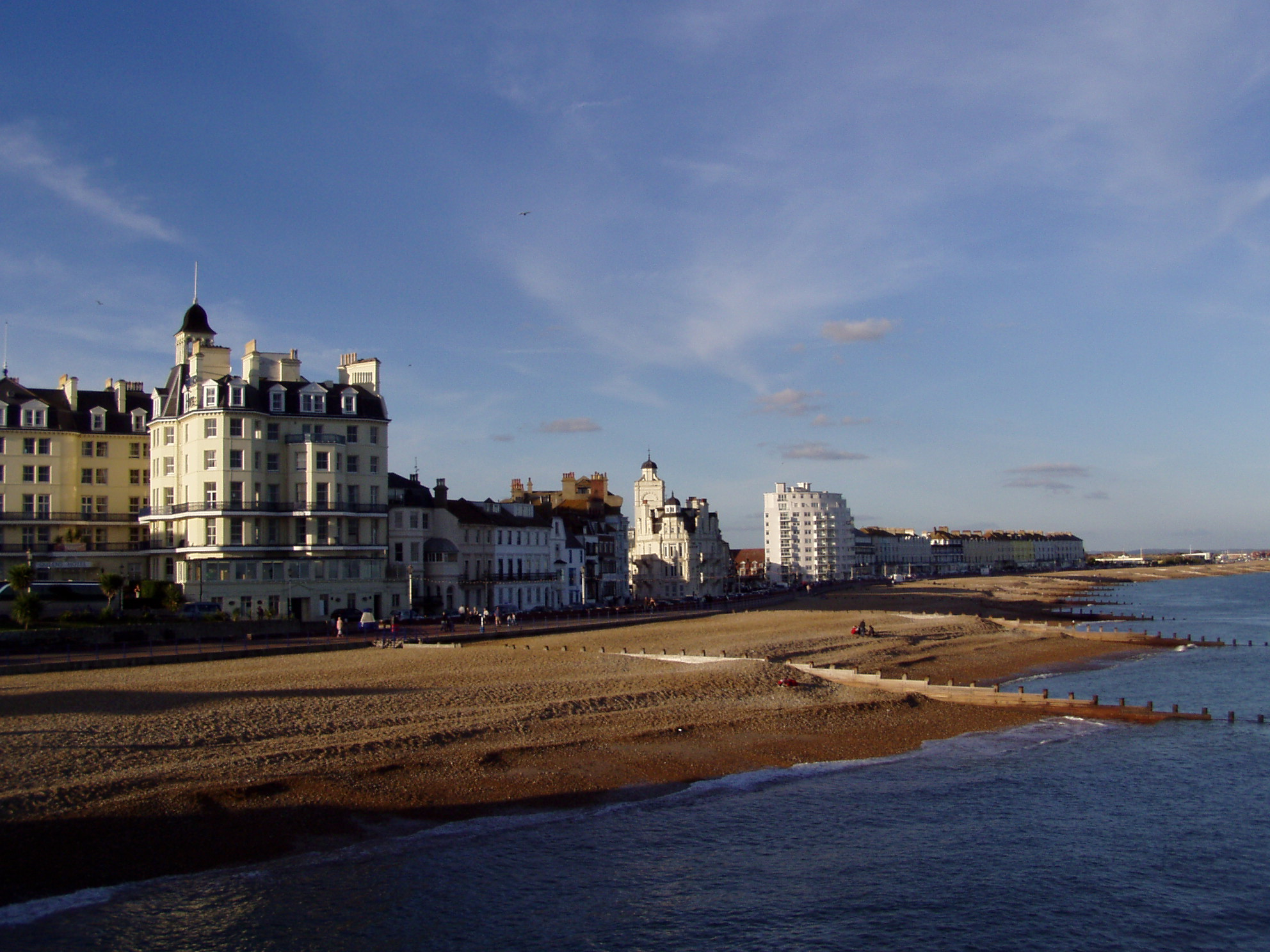
Pobřeží v Eastbourne, pohled z mola na východ
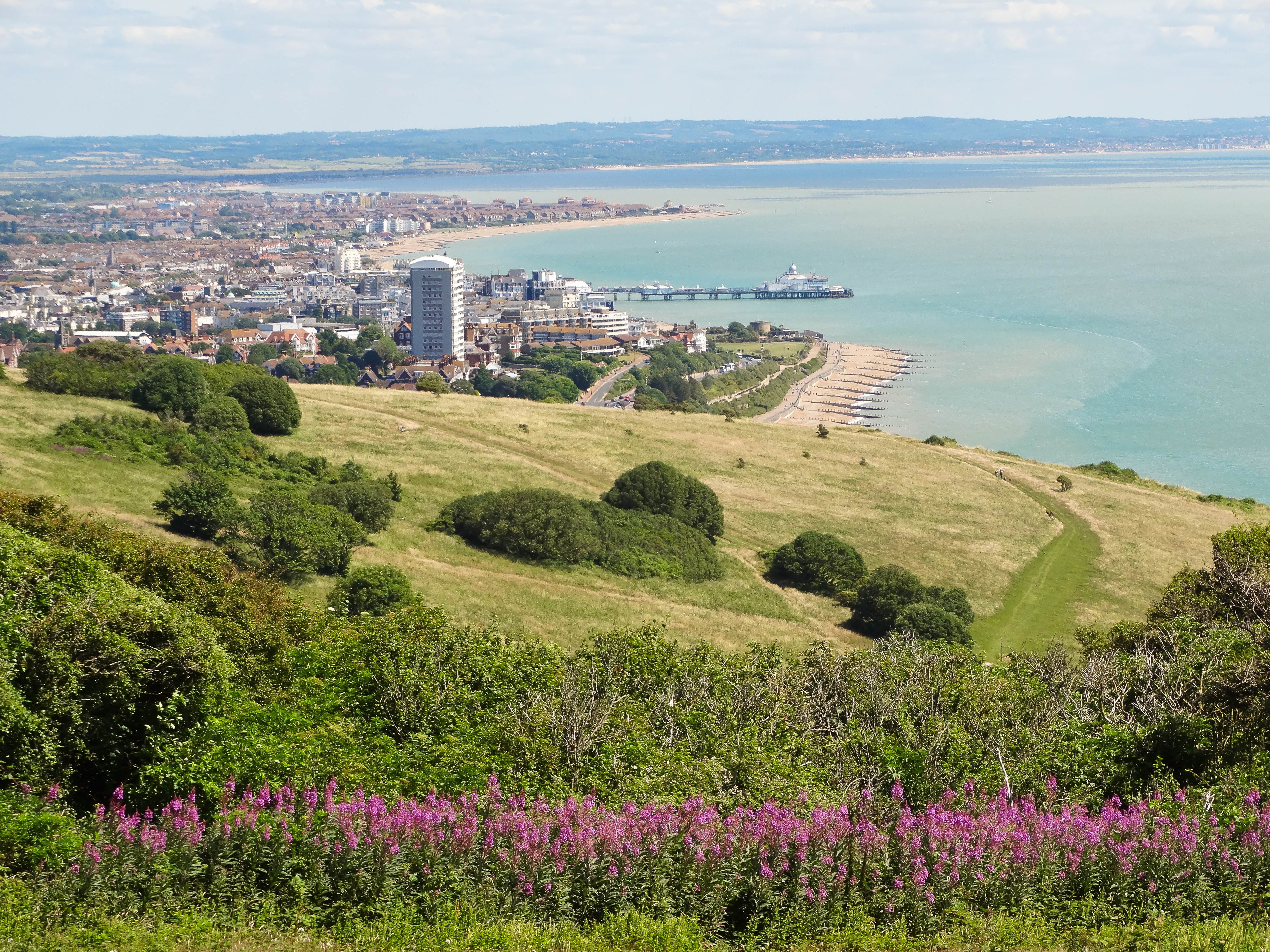
Pohled na Eastbourne z Beachy Head
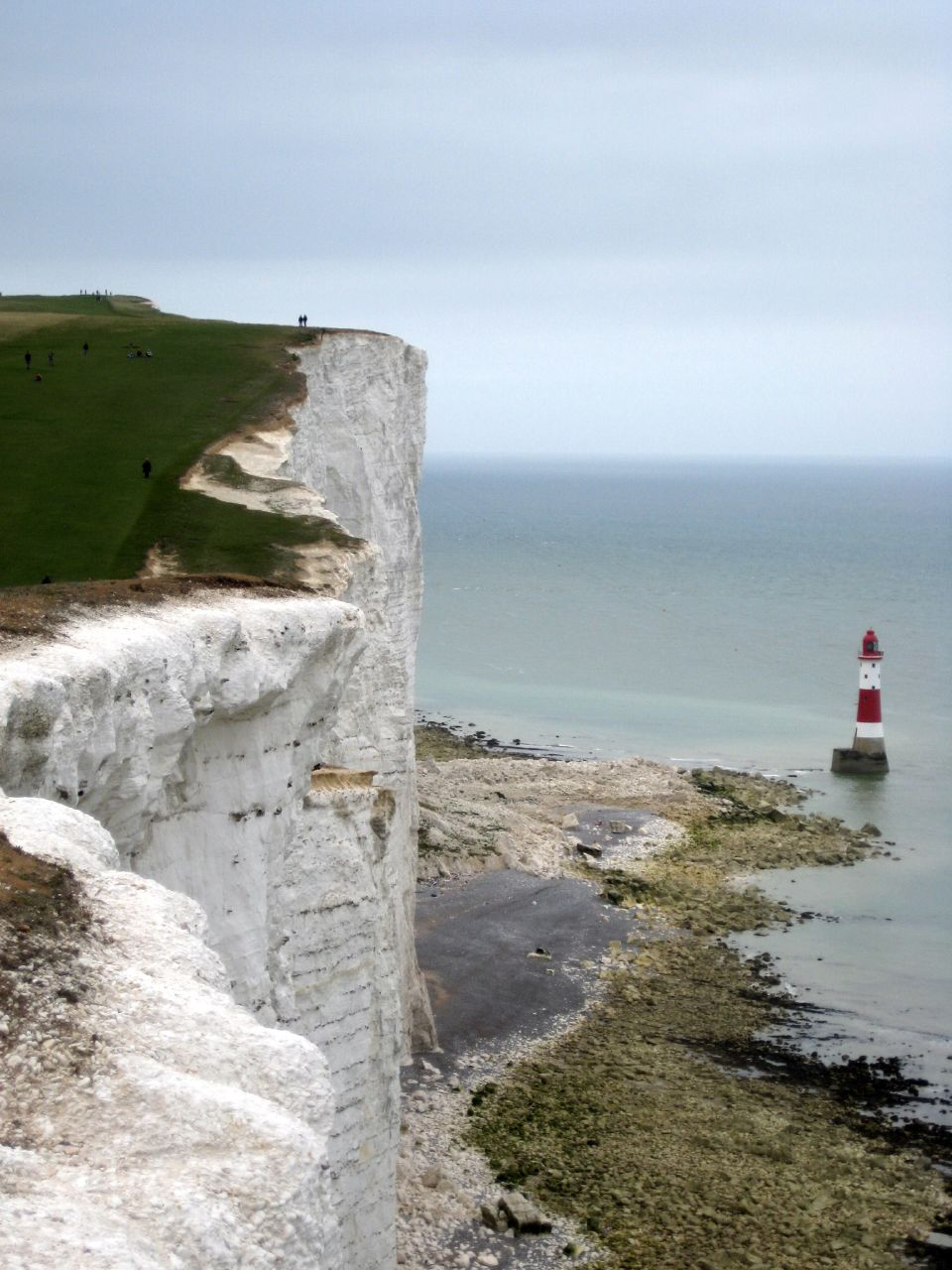
Maják u útesu Beachy Head
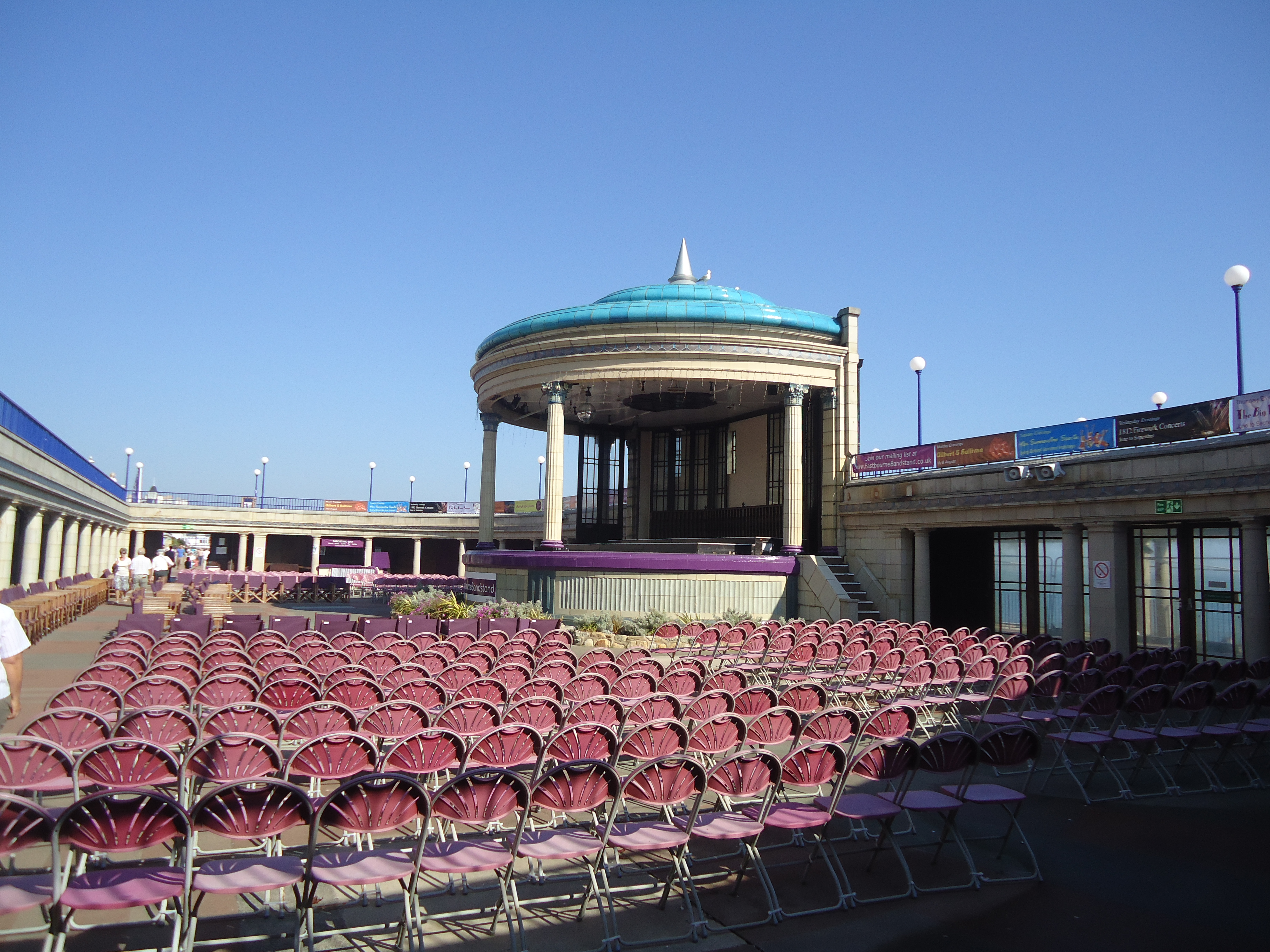
Centrum města, hudební pavilon
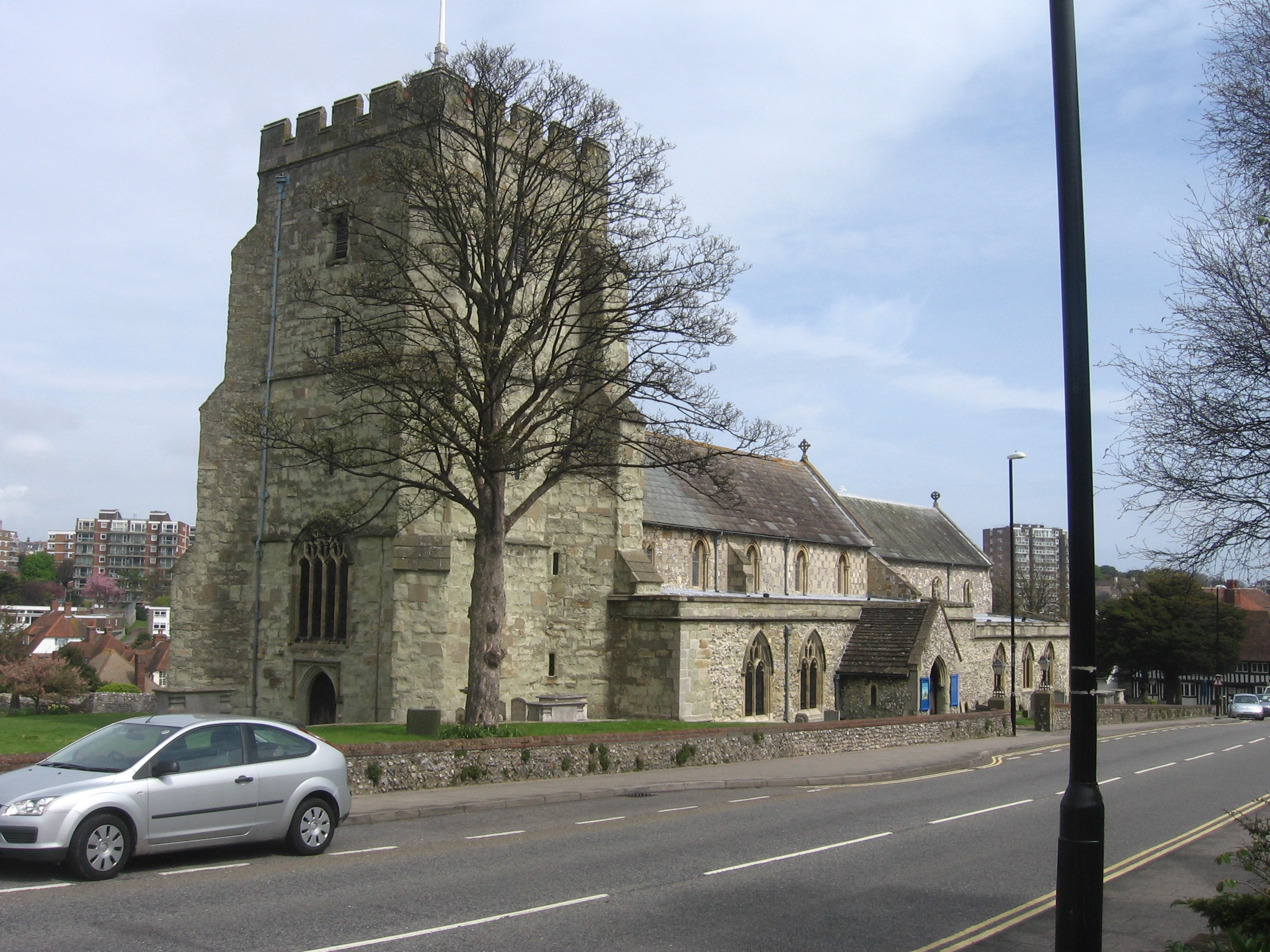
Kostel Panny Marie ve Starém městě
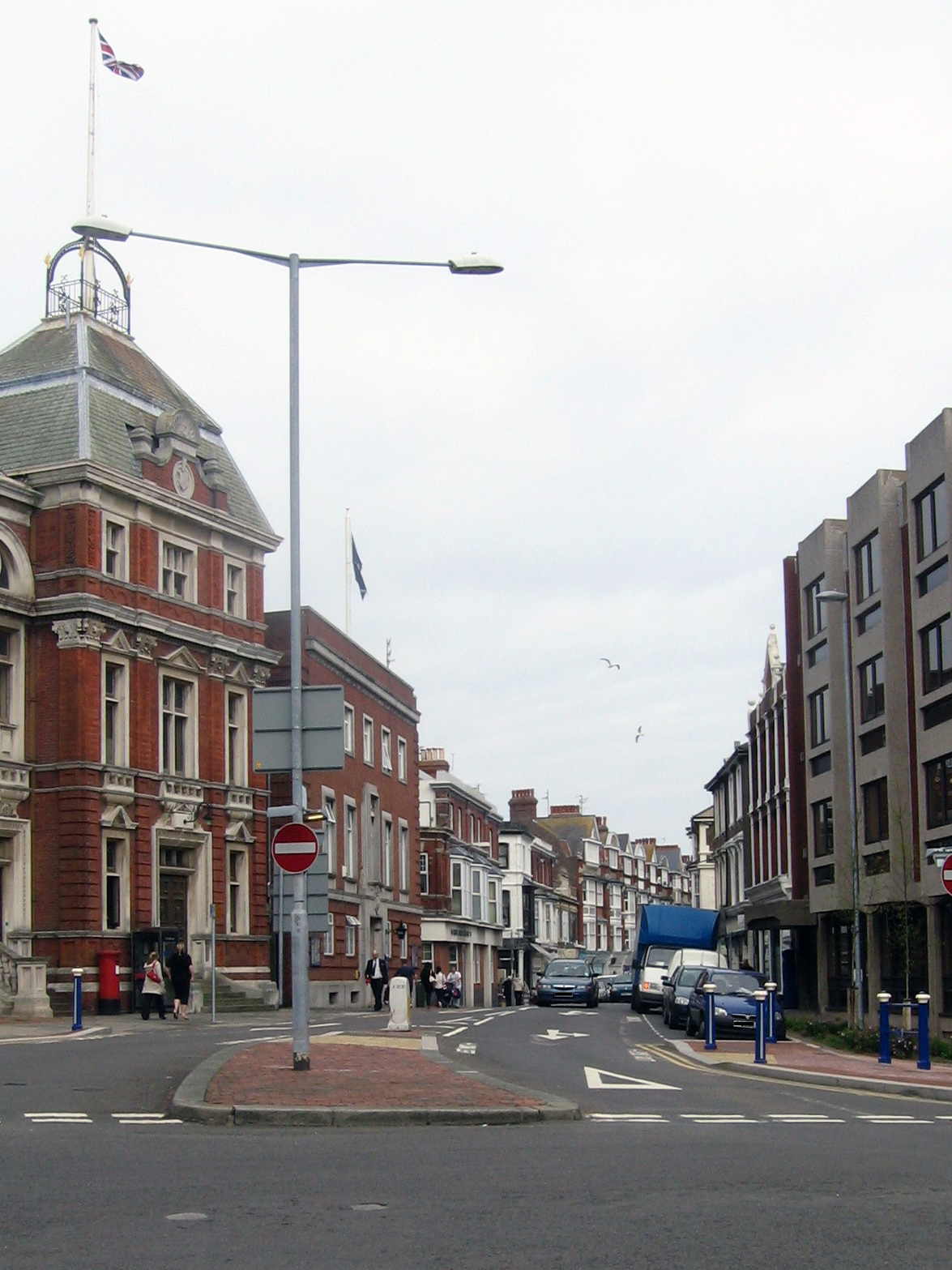
Grove Road
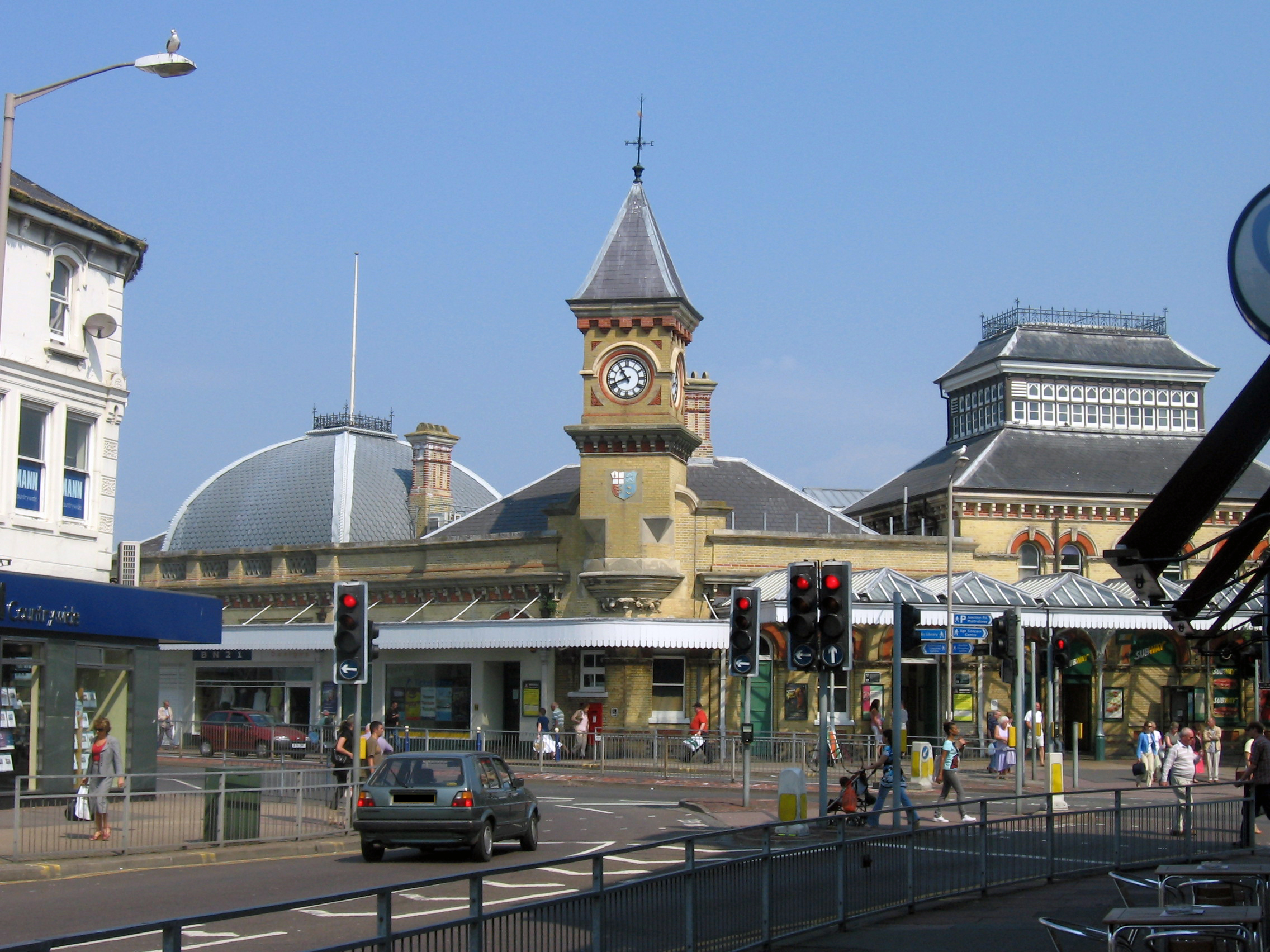
Nádraží Eastbourne